# 劉浩翔

劉浩翔(Elton Lau)，香港舞台劇演員、編劇、導演，iStage創辦人兼藝術總監，香港藝術發展局戲劇審批員及香港舞台劇獎評審。現為劇場教育工作者及自由身戲劇工作者。 
1996年畢業於香港演藝學院戲劇學院，獲取藝術學士（榮譽）學位，主修表演。1997至2007年間為中英劇團的全職演員。期間2005年，創辦了iStage.hk，以普及劇場資訊，時任iStage「字作業」編輯及 iStage Podcast 主持。直至2007年，劉浩翔與鄭至芝正式成立iStage，並製作舞台劇演出。 
活躍於舞台劇界超過20年，曾憑《專業社團》、《花樣獠牙》、《十一隻貓》及《頭注香》四度獲提名香港舞台劇獎最佳男主角(喜劇/鬧劇)。
另，分別憑《美麗誘罪》、《20,000赫茲的說話》及《二度告白》三度提名香港小劇場獎「最佳劇本」。憑《20,000赫茲的說話》、《相聚21克》及《走音大聯萌》三度提名香港舞台劇獎「最佳劇本」，並憑《獨坐婚姻介紹所》榮獲第十七屆香港舞台劇獎「最佳劇本」。

### 曾參演劇目
| 主辦單位          | 出演日期    | 劇目名稱                                                             |
| ----------------- | ----------- | -------------------------------------------------------------------- |
| 中英劇團          | /           | 《十一隻貓》（劉浩翔憑本劇獲提名香港舞台劇獎最佳男主角(喜劇/鬧劇)）  |
| /                 | /           | 《沒有你…還是有你》                                                  |
| 中英劇團          | 1997-1998年 | 《專業社團》 （劉浩翔憑本劇獲提名香港舞台劇獎最佳男主角(喜劇/鬧劇)） |
| 中英劇團          | 2002年4月   | 《花樣獠牙》（劉浩翔憑本劇獲提名香港舞台劇獎最佳男主角(喜劇/鬧劇)）  |
| 中英劇團          | 2006年3月   | 《西遊》                                                             |
| 中英劇團          | 2006年5月   | 《頭注香》（劉浩翔憑本劇獲提名香港舞台劇獎最佳男主角(喜劇/鬧劇)）    |
| 中英劇團          | 2006年8月   | 《廠出樂人谷》                                                       |
| 中英劇團          | 2006年12月  | 《孤星淚》                                                           |
| 中英劇團          | 2007年3月   | 《同窗勿友》                                                         |
| iStage x 楚城     | 2007年6月   | 《潮州姑爺》                                                         |
| 影話戲            | 2007年11月  | 《獨坐婚姻介紹所》(首演)                                             |
| 影話戲            | 2008年7月   | 《秒速十八米》                                                       |
| 影話戲            | 2008年10月  | 《獨坐婚姻介紹所》（重演）                                           |
| 團劇團            | 2009年1月   | 《Blogway show》                                                     |
| 中英劇團          | 2009年3月   | 《搶奪芳心喜自由》                                                   |
| 糊塗戲班          | 2009年4月   | 《看更》                                                             |
| iStage x 楚城     | 2009年9月   | 《相聚21克》（首演）                                                 |
| 7A班戲劇組        | 2006年8月   | 《廠出樂人谷》                                                       |
| 中英劇團          | 2010年1月   | 《灰闌》                                                             |
| 影話戲 x 糊塗戲班 | 2010年4月   | 《獨坐婚姻介紹所》（三度公演）                                       |
| iStage            | 2010年9月   | 《相聚21克》（重演）                                                 |
| 7A班戲劇組        | 2011年5月   | 《童謠追魂曲》                                                       |
| iStage            | 2011年8月   | 《教我如何不愛爸》                                                   |
| iStage            | 2012年9月   | 《二度告白》                                                         |
| 唯獨舞台          | 2014年2月   | 《DOGs》                                                             |
| iStage            | 2015年1月   | 《男人老狗之狗唔狗得起2015》                                         |
| iStage            | 2015年9月   | 《祠堂告急》                                                         |
| iStage            | 2015年12月  | 《走音大聯萌》                                                       |
| iStage            | 2016年8月   | 《老友大逃亡》                                                       |
| iStage            | 2011年5月   | 《獨坐婚姻介紹所》（八度公演）                                       |
| iStage            | 2017年3月   | 《D之殺人事件》                                                      |
| iStage            | 2017年8月   | 《獨坐婚姻介紹所》（九度公演）                                       |

憑《專業社團》、《花樣獠牙》《十一隻貓》及《頭注香》四度提名香港舞台劇獎最佳男主角(喜劇/鬧劇)。

### 編劇/填詞作品包括
- 《非常真人真事》
- 《靈機一觸》
- 《沒有你…還是有你》
- 《男人老狗之狗唔狗得起》
- 《架勢堂》
- 《脫色》(聯合編劇)
- 《月亮傳說》
- 《獨坐婚姻介紹所》
- 《美麗誘罪》
- 《二度告白》
- 《走音大聯萌》
- 《相聚21克》
- 《走婚》
- 《老友大逃亡》
- 《森美做大 Show 金牌司儀“THE SHOW MUST GO WRONG”》(聯合編劇)
- 《木蘭傳說》
- 《正音尋親記》
- 《雪夜頌》(填詞作品)
- 《Born to Be?!》(填詞作品)
- 《森美做大Show金牌司儀「THE SHOW MUST GOWRONG」》(填詞作品)

《獨坐婚姻介紹所》榮獲第十七屆香港舞台劇獎最佳劇本，該劇亦為第七屆華文戲劇節香港參節劇目。

### 導演作品包括
| 主辦單位              | 出演日期   | 劇目名稱                     |
| --------------------- | ---------- | ---------------------------- |
| /                     | /          | 《非凡之旅》                 |
| 同流工作坊            | /          | 《脫色》                     |
| /                     | /          | 《女媧傳說》                 |
| 戲沖蔥                | 2002年4月  | 《花樣獠牙》                 |
| 春天多媒體創作        | 2006年10月 | 《龍門客棧樂與怒》           |
| iStage x 楚城         | 2007年6月  | 《潮州姑爺》                 |
| 中英劇團              | 2007年7月  | 《月亮傳說》                 |
| 壹團和氣              | 2007年9月  | 《新豐路有落！》             |
| 中英劇團 x 香港中樂團 | 2008年7月  | 《木蘭傳說》                 |
| 影話戲                | 2008年9月  | 《神風敢寫隊》(聯合導演)     |
| 全劇場                | 2009年7月  | 《時間之手》(聯合導演)       |
| 壹團和戲              | 2010年3月  | 《夏枯草之味》               |
| 中英劇團              | 2010年8月  | 《天才一瞬》                 |
| iStage                | 2010年11月 | 《美麗誘罪》                 |
| 中英劇團              | 2011年2月  | 《玩轉家庭》                 |
| iStage                | 2011年12月 | 《20,000赫茲的說話》         |
| 劇道場                | 2012年4月  | 《想變成人的貓》             |
| 澳門文化中心          | 2012年9月  | 《職場抗戰日記》             |
| iStage                | 2013年6月  | 《奪命追魂Call》             |
| 香港話劇團            | 2013年9月  | 《金魚之島》                 |
| 唯獨舞台              | 2014年2月  | 《DOGs》                     |
| 中英劇團              | 2014年5月  | 《頭注香2014》               |
| iStage                | 2014年11月 | 《走婚》                     |
| 中英劇團x香港中樂團   | 2015年1月  | 《笛子走天涯》               |
| iStage                | 2015年1月  | 《男人老狗之狗唔狗得起2015》 |
| iStage                | 2015年5月  | 《大報復》                   |
| iStage                | 2015年9月  | 《祠堂告急》                 |
| iStage                | 2016年3月  | 《走婚》（重演）             |
| iStage                | 2017年3月  | 《D之殺人事件》              |

## 資料來源
1. ↑   (PDF). Hong Kong 3 Arts Musical Institute.   [2010-04-29]. （原始内容存档 (PDF)于2018-11-26）.
2. ↑  . 香港戲劇協會.   [2010-04-29]. （原始内容存档于2010-04-25）.

## 外部連結
- iStage 官方網站